# Sophie Dawes
Pour les articles homonymes, voir Dawes.
Sophie Dawes, baronne de Feuchères est une courtisane britannique, née à St Helens dans l'île de Wight le 29 septembre 1790 et morte à Londres le 15 décembre 1840.
Elle fut l'influente maîtresse du dernier prince de Condé, Louis VI Henri de Bourbon-Condé (1756-1830), père du duc d'Enghien, qui fut jusqu'en 1830 le premier propriétaire foncier de France, et dont elle se fit attribuer une partie des biens.

## Biographie

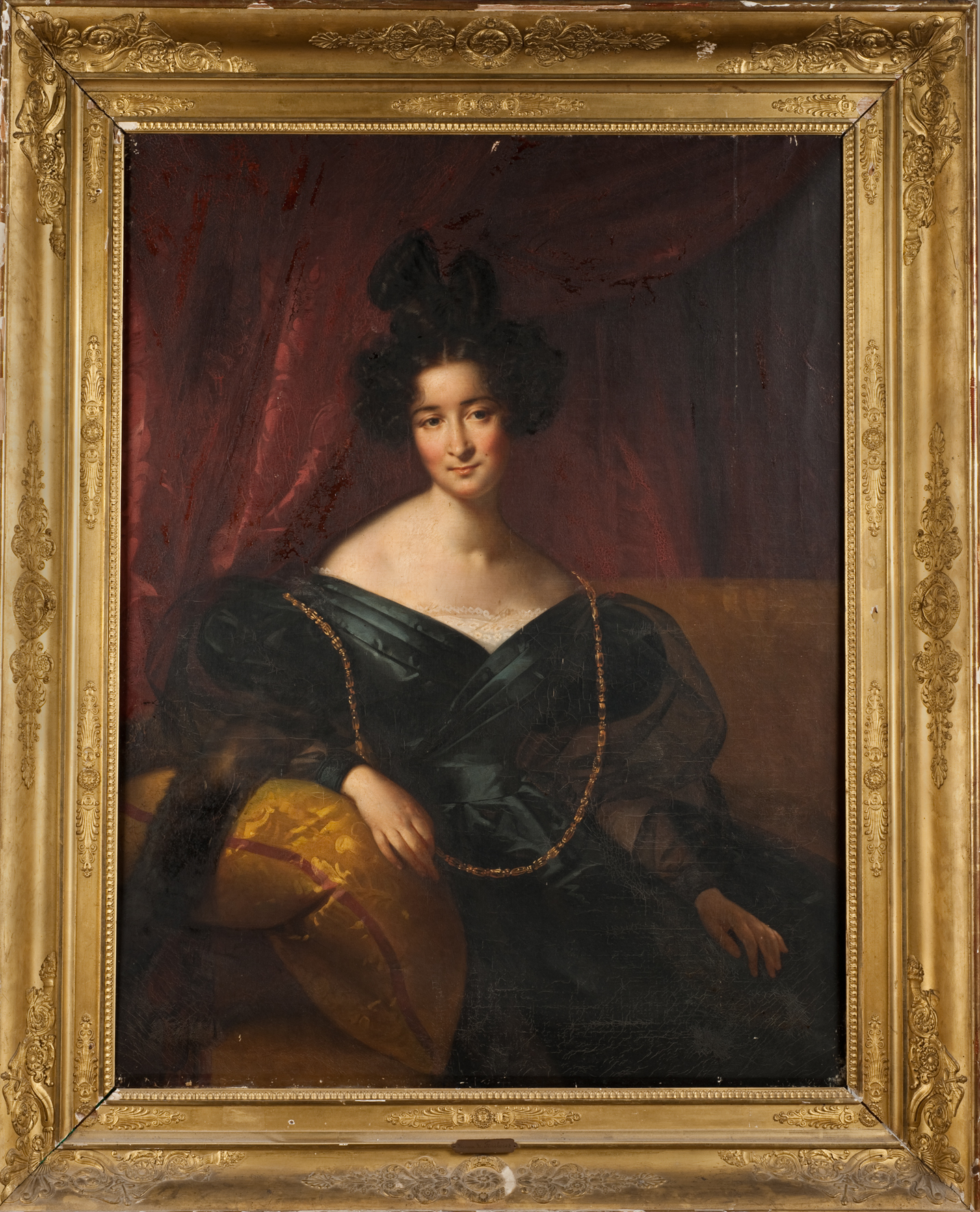
B^{ne} de Feuchères, en deuil du prince de Condé. Portrait (120cm x 90cm) par Aimée Brune-Pagès (1830). Hérité de sa femme en 1840, ce portrait fut donné par le de Feuchères à son aide-de-camp Emile Doumet, puis transmis jusqu'à nos jours dans la descendance de ce dernier (collection privée).

### De la misère à la gloire
Fille de Richard Daw ou Dawes (1751-1828), pêcheur et contrebandier d'alcool, de tabac et de soie de l'île de Wight, Sophie est envoyée à Londres comme courtisane (ou comme servante dans une maison close). Elle y rencontre le duc de Bourbon, prince du sang alors en exil. Le duc était le fils unique du prince de Condé, qui avait constitué une armée afin de lutter contre la Révolution Française. A quatorze ans, il avait épousé Bathilde d'Orléans, dont le père avait voté la mort de Louis XVI. Le couple vivait séparément depuis 1781. Leur fils unique, le duc d'Enghien, est enlevé par des agents au service de premier consul français, Napoléon Bonaparte, et exécuté sommairement en 1804.
Sophie Dawes, âgée de 19 ans, devient en 1810 la maîtresse du prince quinquagénaire. Une légende voudrait qu'elle eut été l'objet d'une partie de whist entre le duc de Bourbon et le duc de Kent — fils cadet du roi Georges III du Royaume-Uni et futur père de la reine Victoria — qui fréquentait la même maison.
Le duc de Bourbon, qui avait alors cinquante-cinq ans, tombe sous sa coupe et l'installe en 1811 dans une maison de Gloucester Street. Il lui fait apprendre les bonnes manières, lui fait donner des cours de maintien, de langues anciennes et modernes et des cours de musique ; elle apprit ainsi à s'exprimer dans un français parfait mais garda toujours son accent anglais.
Le duc rentre en France sous la Restauration, rejoint par Sophie Dawes après les Cent-Jours. Son père meurt le 13 mai 1818 et le duc de Bourbon hérite de ses titres et de tous ses biens. Devenu prince de Condé, toujours attaché à sa maîtresse et voulant lui permettre de paraître sans scandale à la Cour, il lui fait épouser le 16 juin 1818 son aide de camp Adrien Victor Feuchères (1785-1857), fils d'un bourgeois de Paris, originaire de Nîmes, qui ignorait la nature des relations entre le duc et Sophie Dawes, la prenant pour sa fille illégitime. Le prince de Condé joua de son influence auprès de son cousin le roi afin d'accorder à Feuchères le titre de baron (30 août 1819), élevant sa maîtresse au rang de « Madame la baronne de Feuchères », lui permettant ainsi d'apparaître à la Cour. Le baron de Feuchères fut successivement lieutenant-colonel, puis colonel d'infanterie (1823), sous Louis XVIII, puis maréchal de camp (1830), lieutenant général (1843) et député du Gard de 1846 à 1848, sous la monarchie de Juillet.
Jolie, intelligente et ambitieuse, la baronne de Feuchères ne tarda pas à jouer de son influence à la Cour de Louis XVIII et au Palais-Royal chez le duc d'Orléans, chef de la branche cadette de la Maison de France et neveu du prince de Condé.

### La disgrâce
En 1822, Feuchères finit par découvrir la nature des relations qu'entretient son épouse avec le prince de Condé. Humilié par ce « secret de Polichinelle », faisant jaser le Tout-Paris, il quitte sa femme et lui restitue sa dot, lui imposant en mars 1824 une séparation officielle, ce qui fit scandale et prive la baronne de Feuchères de sa position. Cette dernière se voit interdire de paraître à la Cour et, par voie de conséquence, cesse également d'être reçue au Palais-Royal et dans les salons à la mode.
Si cette situation convient au prince de Condé qui, à près de 70 ans, se préoccupait surtout de ses parties de chasse et se contentait parfaitement de cette vie solitaire, l'intrigante — et toujours jeune — baronne de Feuchères ne l'entendait pas ainsi et manœuvre dès lors pour rétablir sa position perdue.

### Préparer l'avenir
En avril 1827, par l'entremise de l'intendant du prince, elle invite à dîner au Palais-Bourbon le chevalier de Broval, homme de confiance du duc d'Orléans, ce dernier fort mal en Cour car d'opinion libérale et fils d'un régicide. Elle lui propose de servir d'intermédiaire entre le duc et la duchesse d'Orléans, parents du jeune Henri, duc d'Aumale, leur fils cadet âgé de 5 ans, et le prince de Condé, son parrain âgé de 71 ans. Le but était de négocier un testament par lequel le dernier prince de Condé léguerait à cet enfant, son filleul, la majeure partie de sa colossale fortune, à l'exclusion des biens dont la baronne de Feuchères s'assurait la propriété, comme le château de Saint-Leu (Val-d'Oise). Cette négociation aboutit en 1830, année de la révolution qui chassera Charles X du pouvoir.
À Talleyrand, Sophie offrit son appui pour le laver des soupçons que le prince de Condé portait à son sujet, à savoir sa participation à l'exécution de son fils unique, le duc d'Enghien. Talleyrand se rendit donc au Palais-Royal le 13 juin 1827 et fit part à l'un des aides de camp, Chabot, des propositions de la baronne : l'une de ses nièces, Matilda ou Mathilde Dawes (1811-1854), épouserait Hugues Jean Jacques Frédéric, marquis de Chabannes-La Palice, neveu de Talleyrand, avec la bénédiction (et une dot d'un million de francs) du prince de Condé. Ce mariage devant sceller la réconciliation des deux familles, à charge pour les parties d'intervenir auprès du roi afin de lever l'interdit qui frappait la baronne.
Le 17 juin, accompagné du duc de Chartres, son fils aîné, le duc d'Orléans alla dîner à Saint-Leu.
Le 3 juillet, Talleyrand vint au Palais-Royal et conseilla au duc d'Orléans de faire préparer un acte d'adoption du duc d'Aumale qu'il suffirait de faire signer au prince de Condé. Me Tripier, avocat de Louis-Philippe, objectant que l'adoption d'un mineur dont les parents étaient vivants était légalement impossible, préconisa une donation entre vifs avec "réserve d'usufruit".
Le 16 juillet, Talleyrand revint dîner au Palais-Royal. Le duc d'Orléans l'informa des derniers arrangements en le chargeant d'en faire part à la baronne de Feuchères. Le 6 août au soir, Talleyrand revint porteur d'une lettre de la baronne assurant le duc d'Orléans qu'elle « mettr[ait] toute [sa] sollicitude » pour obtenir l'acte souhaité et l'informant du prochain mariage de sa nièce avec le marquis de Chabannes-La Palice. Et ce qui fut dit fut fait, Mathilde Dawes, la nouvelle marquise de Chabannes-La Palice recevant comme convenu un million de livres du prince de Condé à son mariage le 13 août 1827.
Le 21 août 1828, un de ses neveux, James Dawes (1799-1831), "écuyer ordinaire du duc de Bourbon, directeur de ses chasses et équipages" dont il aurait reçu 200 000 francs, huit chevaux, cinq voitures, une calèche de voyage, une diligence de ville et un tilbury, fut fait « baron de Flassans » avec institution de majorat. Il était gendre de l'amiral anglais Thomas Manby et mourut brutalement à Calais en accompagnant sa tante en voyage pour l'Angleterre, selon l'article de L'Indicateur de Calais du 24 juillet 1831 (site Diesbach-Belleroche); son frère George Dawes (1802-1831) fut également un écuyer du duc, dont il aurait hérité pour sa part d'un cabriolet.
En définitive, après deux années d'efforts, Mme de Feuchères parvint à obtenir du prince de Condé qu'il rédige le 29 août 1829 un testament :  La majeure partie de l'énorme fortune du Prince du sang – plus de 66 millions de francs en capital, produisant 2 millions de revenu annuel – allait au duc d'Aumale. Le prince léguait à la baronne de Feuchères le pavillon qu'elle occupait au Palais-Bourbon, le château d'Écouen (à la condition d'en faire un orphelinat pour les enfants des soldats des armées de Condé et de Vendée), le château de Saint-Leu et son parc, le château et domaine de Boissy à Taverny, près d'Enghien, le domaine de Mortefontaine, la forêt de Montmorency ainsi que la somme de 2 millions de francs.
Satisfaite, la famille d'Orléans multiplia les démarches pour obtenir le retour en grâce de l'ex-baronne, ce qui fut fait en janvier 1830, Charles X l'autorisant à paraître de nouveau à la Cour. À cette occasion, la dauphine aurait soupiré : « Après tout, nous recevons tant de canailles... ».

### La chute
Le prince de Condé, inquiet de la situation politique instable de l'été 1830, envisageait de quitter sa maîtresse et la France lorsqu'il fut retrouvé pendu —  ou étranglé puisque parait-il les pieds touchant le sol — à l'espagnolette de la fenêtre de sa chambre au château de Saint-Leu le 27 août 1830. L'ex-baronne fut soupçonnée, mais l'enquête n'ayant pu prouver que le décès avait une origine criminelle, elle ne fut pas inquiétée ; certains historiens ont présumé qu'il ne se serait agi ni d'un suicide ni d'un assassinat, mais d'un inavouable accident résultant d'un jeu érotique. De plus, le duc d'Orléans, ayant été proclamé « roi des Français » en lieu et place de la branche aînée des Bourbon, n'avait aucun intérêt à ce que son avènement, contesté par l'ensemble des cours européennes, ne soit associé à une affaire crapuleuse.
Sophie Dawes se retira dans sa propriété de Mortefontaine (Oise) mais, définitivement compromise par le scandale de la mort du prince de Condé, elle vendit ses propriétés françaises et retourna à Londres où elle mourut le 15 décembre 1840.
En décembre 1842, sa nièce, devenue grâce à elle marquise de Chabanes-La Palice, hérita de la somme de 166 666,66 francs dans le cadre du partage successoral de son patrimoine.